# ジンピー・ミュージック・ムスター
ジンピー・ミュージック・ムスターとは、クイーンズランド州ジンピーで開催されるオーストラリアのカントリーミュージック祭である。

## 概要
オーストラリア内外の人気ミュージシャンや新人ミュージシャンがフォーク、オーストラリアの自然を詠んだ詩、オルタナティブカントリーなどの音楽を演奏する。
参加者規模は約6万人、6日間におよぶイベントとなっている。
1982年、ジンピー出身のカントリーミュージックトリオであるThe Webb Brothersの"Who Put The Roo In The Stew?"がタムワースにおけるカントリーミュージック賞でゴールデンギター賞を獲得したことを機に、慈善事業として開始された。
当初の名称は「4KQ-Webb Brothers Country Music Muster」であった。
現在、音楽祭はアマムーア森林公園で行われている。
緊急時の医療体制として2012年からは野外病院が設置され、また、セントジョンアンビュランス協会も野外テントで医療処置に協力している。